# 山口市立鴻南中学校
山口市立鴻南中学校（やまぐちしりつ こうなんちゅうがっこう, 英語: Yamaguchi City Konan Junior High School）は、山口県山口市維新公園四丁目7番1号にある、公立中学校。

## 概要
山口市の吉敷地区・大歳地区を校区とする。場所は、維新百年記念公園の西隣に位置する。
かつては平川地区も校区に含み、山口市内でも屈指のマンモス校で、教室不足などが慢性化していたことから、1991年に山口市立平川中学校開校に伴い、平川地区を校区から分離した。
しかし、吉敷地区と大歳地区は以後も急速な宅地化やそれに伴う人口の流入が続いているため、生徒数は、2009年4月時点で、県内で一番に生徒数の多い中学校である。

## 沿革
- 1947年  湯田中学校として、湯田小学校の一部を借りて開校
- 1948年  現位置に校舎落成、移転
- 1950年 山口市立鴻南中学校と改称
- 1957年  校歌制定
- 1988年  生徒会スローガン制定
- 1991年  山口市立平川中学校と分離

## 著名な卒業生
- 久保裕也[2] - サッカー選手（FCシンシナティ所属）元日本代表
- 原川力[2] - サッカー選手（柏レイソル所属）
- 菊本侑希[2] - 元サッカー選手
- 上川大樹[3] - 柔道選手（2010年世界柔道選手権大会無差別級優勝）